# Jaffar Khan
Jaffar Khan (Dera Ismail Khan, Pakistán; 10 de marzo de 1981) es un exfutbolista de Pakistán que jugaba en la posición de guardameta.

## Carrera

### Club
Jugó toda su carrera con el Pakistan Army FC, y al mismo tiempo era oficial del ejército de Pakistán y estuvo en el club entre 1998 y 2007 excepto por el periodo de 2006/07 cuando formó parte de las fuerzas pacificadoras de la ONU en Sierra Leona.
Con el club logró ser campeón nacional en dos ocasiones y fue campeón de copa dos veces, y actualmente posee el récord de imbativilidad en la Liga Premier de Pakistán con 1260 minutos sin recibor gol en la temporada 2006/07.

### Selección nacional
Jugó para Pakistán de 2001 a 2013 con la que disputó 44 partidos, la mayor cantidad con la selección nacional, y ganó la medalla de oro en los Juegos del Sur de Asia en dos ocasiones y participó en los Juegos Asiáticos en 2006 y 2010.

## Logros

### Club
Pakistan Army
- Pakistan Premier League: 2

2005–06, 2006–07
- Pakistan National Football Challenge Cup: 2

2000, 2001

### Internacional
Pakistan
- South Asian Games

- : 2004, 2006